# Défenseur des droits
Pour les articles homonymes, voir Défenseur et DDD.
En France, le Défenseur des droits (DDD) est une autorité administrative indépendante, dont l’existence est prévue par la Constitution depuis la révision constitutionnelle du 23 juillet 2008.
Nommé par le président de la République pour un mandat de six ans non renouvelable, le Défenseur des droits est chargé de défendre les droits des citoyens non seulement face aux administrations (personne dite ombudsman), mais dispose également de prérogatives particulières en matière de promotion des droits de l'enfant, de lutte contre les discriminations, du respect de la déontologie des activités de sécurité et d’orientation et protection des lanceurs d’alerte.
La titulaire depuis le 22 juillet 2020 est Claire Hédon.

## Historique

Logo de 2011 à 2016.

L'expression « Défenseur des droits » a été utilisée par Gracchus Babeuf dans le sous-titre de son journal Le Tribun du peuple de 1795 : « Le Défenseur des Droits de l'homme ».
En 2007, le Comité de réflexion et de proposition sur la modernisation et le rééquilibrage des institutions, dit « comité Balladur », proposait la création d’un « Défenseur des droits fondamentaux » pour remplacer le Médiateur de la République, institution créée en 1973 mais qui n’est pas mentionnée par la Constitution. Selon le rapport, le Défenseur des droits fondamentaux, inspiré du Défenseur du peuple en Espagne, devrait être désigné par l’Assemblée nationale,.
Le rôle du Défenseur des droits est inscrit dans la Constitution avec la loi constitutionnelle du 23 juillet 2008 ; contrairement aux préconisations du comité Balladur, le Défenseur sera nommé par le président de la République.
En 2011, lors du débat parlementaire à propos de la loi organique qui instaure le Défenseur des droits, le Gouvernement propose la suppression du Médiateur de la République, de la Commission nationale de déontologie de la sécurité et du Défenseur des enfants. Les sénateurs y ajoutent la Haute Autorité de lutte contre les discriminations et pour l'égalité et les députés le Contrôleur général des lieux de privation de liberté, mais cette dernière disposition est retirée du texte final.
La disparition de ces autorités administratives indépendantes a suscité quelques critiques, notamment celles de Jeannette Bougrab (présidente de la Halde entre avril et novembre 2010) et de Dominique Versini (Défenseure des enfants entre juin 2006 et avril 2011). La Commission nationale consultative des droits de l'homme (CNCDH) rendait un avis plutôt contrasté. Si elle se félicitait que cette institution reconnaisse constitutionnellement la mission de défense des droits, la suppression d'autorités indépendantes ayant démontré leur capacité à mener à bien leur mission posait un certain nombre de problèmes.
La compétence du Défenseur des droits sur l’orientation et la protection des lanceurs d’alerte est créée par deux lois organiques de 2016 et 2022.

## Intervention du Défenseur des droits

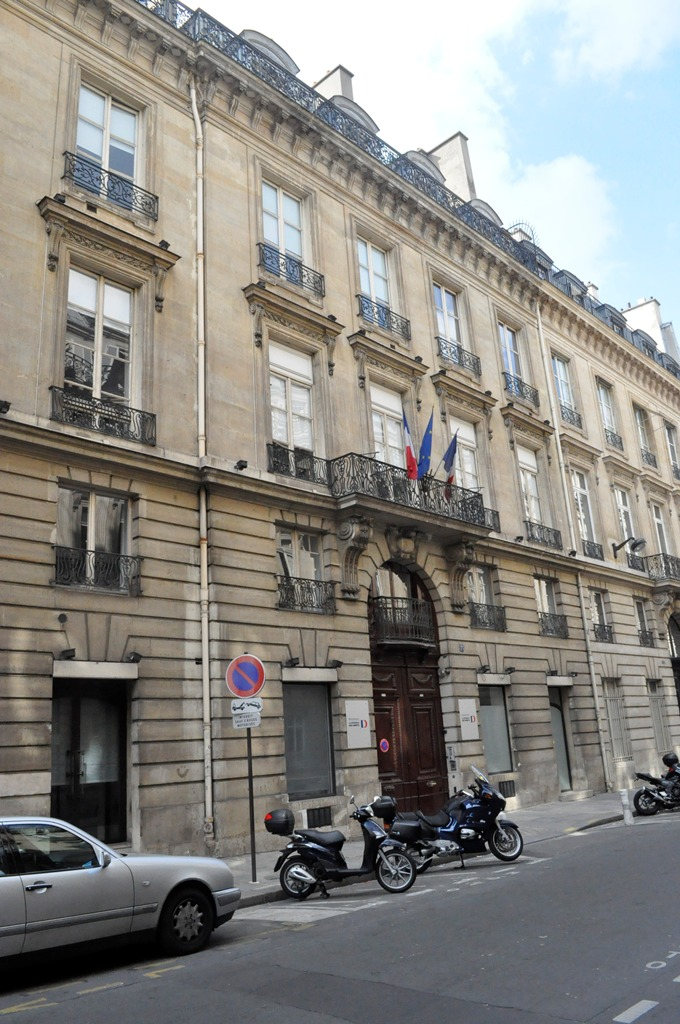
Entre 2011 et 2016, le Défenseur des droits siège à l’hôtel Le Maître, 7 rue Saint-Florentin, dans le 8e arrondissement de Paris. C’est l’ancien siège du médiateur de la République.

L’article 71-1 de la Constitution prévoit que « le Défenseur des droits veille au respect des droits et libertés par les administrations de l’État, les collectivités territoriales, les établissements publics, ainsi que par tout organisme investi d’une mission de service public »,.
La loi organique a fixé quatre autres missions au Défenseur des droits :
- défendre et promouvoir l’intérêt supérieur et les droits de l’enfant consacrés par la loi ou par un engagement international régulièrement ratifié ou approuvé par la France ;
- lutter contre les discriminations, directes ou indirectes, prohibées par la loi ou par un engagement international régulièrement ratifié ou approuvé par la France ainsi que de promouvoir l’égalité ;
- veiller au respect de la déontologie par les personnes exerçant des activités de sécurité sur le territoire de la République ;
- informer, conseiller et orienter vers les autorités compétentes toute personne signalant une alerte dans les conditions fixées par la loi, et défendre les droits et libertés des lanceurs d’alerte ainsi que des personnes protégées dans le cadre d’une procédure d’alerte[LO 1].

Le Défenseur des droits est indépendant, il ne peut recevoir d’instructions ; il rend compte de son activité au président de la République et au Parlement.

### Saisine
Le Défenseur des droits peut être saisi par toute personne physique ou morale qui s’estime lésée dans ses droits et libertés par le fonctionnement d’une administration de l’État, d’une collectivité territoriale, d’un établissement public ou d’un organisme investi d’une mission de service public ; il peut également se saisir d'office,.
Dans le cadre de ses autres missions, il peut être saisi par :
1. Un enfant qui invoque la protection de ses droits ou une situation mettant en cause son intérêt, ses représentants légaux, les membres de sa famille, les services médicaux ou sociaux ou toute association régulièrement déclarée depuis au moins cinq ans à la date des faits et se proposant par ses statuts de défendre les droits de l’enfant ;
2. Toute personne qui s’estime victime d’une discrimination (notamment en raison du handicap, premier motif de saisine[7]), directe ou indirecte, prohibée par la loi ou par un engagement international régulièrement ratifié ou approuvé par la France, ou toute association régulièrement déclarée depuis au moins cinq ans à la date des faits se proposant par ses statuts de combattre les discriminations ou d’assister les victimes de discriminations, conjointement avec la personne s’estimant victime de discrimination ou avec son accord ;
3. Toute personne qui a été victime ou témoin de faits dont elle estime qu'ils constituent un manquement aux règles de déontologie dans le domaine de la sécurité[LO 3].

Le Défenseur des droits décide lui-même de donner suite ou non à la saisine.

### Moyens d'information

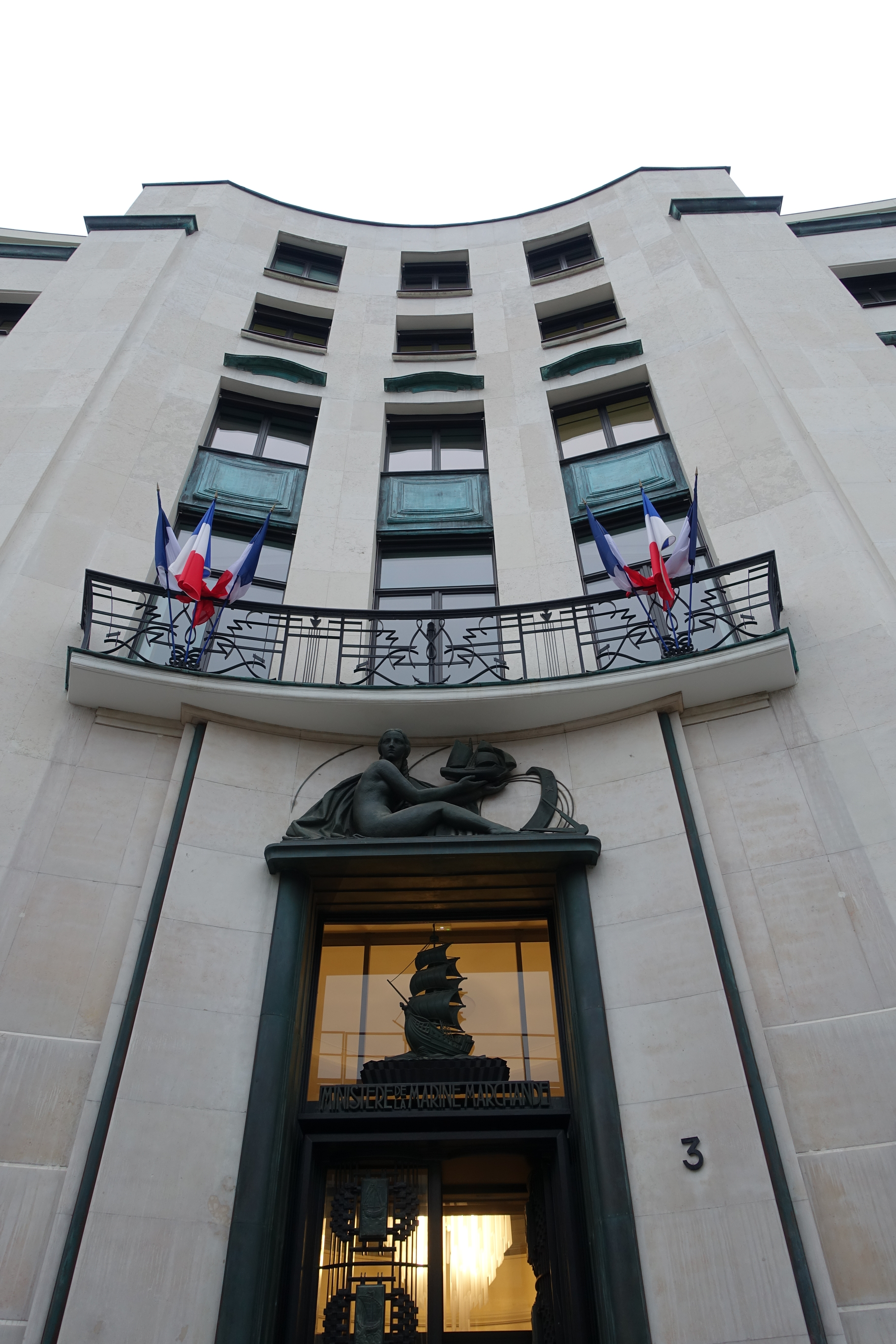
Le Défenseur des droits et la Commission nationale de l'informatique et des libertés ont leur siège dans l’immeuble Fontenoy à Paris.

Le Défenseur des droits peut demander des explications à toute personne physique ou morale mise en cause devant lui. Celles-ci doivent faciliter l’accomplissement de sa mission.
Lorsque le Défenseur des droits est saisi, les personnes auxquelles il demande des explications peuvent se faire assister du conseil de leur choix. Un procès-verbal contradictoire de l’audition est dressé et remis à la personne entendue. Lorsque ces mesures ne sont pas suivies d’effet, le Défenseur des droits peut mettre en demeure les personnes intéressées de lui répondre. Lorsque la mise en demeure n’est pas suivie d'effet, il peut saisir le juge des référés d’une demande motivée aux fins d’ordonner toute mesure que ce dernier juge utile.
Le Défenseur des droits peut recueillir sur les faits portés à sa connaissance toute information qui lui apparaît nécessaire sans que son caractère secret ou confidentiel puisse lui être opposé, sauf en matière de secret concernant la défense nationale, la sûreté de l'État ou la politique extérieure. Le secret de l’enquête et de l’instruction ne peut lui être opposé.
Les informations couvertes par le secret médical ou par le secret professionnel applicable aux relations entre un avocat et son client ne peuvent lui être communiquées qu’à la demande expresse de la personne concernée.
Le Défenseur des droits peut procéder à :
- des vérifications sur place dans les locaux administratifs ou privés des personnes mises en cause ;
- des vérifications sur place dans les lieux, locaux, moyens de transport accessibles au public et dans les locaux professionnels exclusivement consacrés à cet usage.

Lors de ses vérifications sur place, le Défenseur des droits peut entendre toute personne susceptible de fournir des informations.
Lorsque le Défenseur des droits est saisi, ou se saisit d’office, de faits donnant lieu à une enquête préliminaire ou de flagrance ou pour lesquels une information judiciaire est ouverte ou des poursuites judiciaires sont en cours, il doit recueillir l’accord préalable des juridictions saisies ou du procureur de la République.
Si le Défenseur des droits en fait la demande, les ministres donnent instruction aux corps de contrôle d’accomplir, dans le cadre de leur compétence, toutes vérifications ou enquêtes. Ils l’informent des suites données à ces demandes.
Le Défenseur des droits peut demander au vice-président du Conseil d'État ou au premier président de la Cour des comptes de faire procéder à toutes études.

### Pouvoirs
Le Défenseur des droits peut faire toute recommandation qui lui apparaît de nature à garantir le respect des droits et libertés de la personne lésée et à régler les difficultés soulevées devant lui ou à en prévenir le renouvellement. Il peut procéder à la résolution amiable des différends portés à sa connaissance, par voie de médiation.
Dans le cas de réclamation d’une personne s’estimant victime d’une discrimination ou invoquant la protection des droits de l’enfant appelle une intervention de sa part, il l'assiste dans la constitution de son dossier et l'aide à identifier les procédures adaptées à son cas, y compris lorsque celles-ci incluent une dimension internationale. Dans le cas de discrimination, il peut proposer à l’auteur des faits une transaction consistant dans le versement d'une amende transactionnelle dont le montant ne peut excéder 3 000 € s’il s'agit d’une personne physique et 15 000 € s’il s’agit d’une personne morale et, s’il y a lieu, dans l’indemnisation de la victime.
Le Défenseur des droits peut recommander de procéder aux modifications législatives ou réglementaires qui lui apparaissent utiles. Il peut être consulté par le Premier ministre sur tout projet de loi intervenant dans son champ de compétence. Il peut également être consulté par le Premier ministre, le président de l’Assemblée nationale ou le président du Sénat sur toute question relevant de son champ de compétence.
Il contribue, à la demande du Premier ministre, à la préparation et à la définition de la position française dans les négociations internationales dans les domaines relevant de son champ de compétence.
Tout lanceur d’alerte, au sens de la loi du 9 décembre 2016 relative à la transparence, à la lutte contre la corruption et à la modernisation de la vie économique, peut adresser un signalement au Défenseur des droits. Lorsque le signalement qui lui est adressé relève de sa compétence, le Défenseur des droits le recueille, le traite, selon une procédure indépendante et autonome, et fournit un retour d’informations à son auteur. Cette procédure est conforme à la directive de l'Union européenne du 23 octobre 2019 sur la protection des personnes qui signalent des violations du droit de l’Union. Le Défenseur des droits oriente l’auteur du signalement vers l’autorité, l’administration ou l’organisme compétent. Il peut également être saisi par toute personne pour rendre un avis dans lequel il apprécie si elle a respecté les conditions pour bénéficier de la protection prévue par un autre dispositif spécifique de signalement de violations et de protection de l'auteur du signalement prévu par la loi ou le règlement.

## Organisation
Le Défenseur des droits est une autorité constitutionnelle indépendante mais son fonctionnement est en partie régi par des dispositions législatives visant les autorités administratives indépendantes,. Son indépendance est garantie par la Constitution.

### Le Défenseur des droits
Le Défenseur des droits (ou la Défenseure des droits) est nommé par le président de la République, par décret en Conseil des ministres après avis de commissions parlementaires compétentes ; son mandat a une durée de six ans et n’est pas renouvelable. Il ne peut être mis fin à ses fonctions que sur sa demande ou en cas d’empêchement,. Les fonctions de Défenseur des droits et celles de ses adjoints sont incompatibles avec celles de membre du Gouvernement, du Conseil constitutionnel, du Conseil supérieur de la magistrature et du Conseil économique, social et environnemental ainsi qu’avec tout mandat électif, toute fonction de dirigeant d’une société ou d’une administration.
Le Défenseur des droits est membre de la Commission nationale de l'informatique et des libertés (CNIL) et de la Commission d'accès aux documents administratifs (CADA), avec voix consultative.
Le Défenseur des droits perçoit « un traitement égal au traitement afférent à la première catégorie supérieure des emplois de l'État classés hors échelle ». Il perçoit en outre une indemnité de fonction fixée par arrêté ministériel.

### Collèges et adjoints
Sur proposition du Défenseur des droits, le Premier ministre nomme les quatre adjoints du Défenseur des droits. Trois collèges assistent le Défenseur des droits pour l’exercice de ses attributions en matière de défense et de promotion des droits de l’enfant, de lutte contre les discriminations et de promotion de l’égalité, d’orientation et de protection des lanceurs d’alerte, ainsi que de déontologie dans le domaine de la sécurité. Chaque collège est présidé par le Défenseur des droits et un des adjoints en est vice-président.
Le collège de déontologie de la sécurité est composé, en plus des président et vice-président, de :
- trois personnalités qualifiées désignées par le président du Sénat ;
- trois personnalités qualifiées désignées par le président de l’Assemblée nationale ;
- un membre ou ancien membre du Conseil d’État désigné par le vice-président du Conseil d’État ;
- un membre ou ancien membre de la Cour de cassation désigné conjointement par le premier président de la Cour de cassation et par le procureur général près ladite cour[LO 20].

Le collège de défense et promotion des droits de l’enfant est composé, en plus des président et vice-président, de :
- deux personnalités qualifiées désignées par le président du Sénat ;
- deux personnalités qualifiées désignées par le président de l’Assemblée nationale ;
- une personnalité qualifiée désignée par le président du Conseil économique, social et environnemental ;
- un membre ou ancien membre de la Cour de cassation désigné conjointement par le premier président de la Cour de cassation et par le procureur général près ladite cour[LO 21].

Le collège de lutte contre les discriminations et de promotion de l’égalité est composé, en plus des président et vice-président, de :
- trois personnalités qualifiées désignées par le président du Sénat ;
- trois personnalités qualifiées désignées par le président de l’Assemblée nationale ;
- une personnalité qualifiée désignée par le vice-président du Conseil d’État ;
- un membre ou ancien membre de la Cour de cassation désigné conjointement par le premier président de la Cour de cassation et par le procureur général près ladite cour[LO 22].

Le mandat des adjoints du Défenseur des droits et celui des membres des collèges cessent avec le mandat du Défenseur des droits. Celui des adjoints du Défenseur des droits n'est pas renouvelable.
Les membres des collèges sont désignés en raison de leurs connaissances ou de leur expérience dans les domaines concernés. Les désignations des présidents du Sénat et de l’Assemblée nationale doivent respecter la parité homme-femme.

### Administration
Le Défenseur des droits nomme le secrétaire général ainsi que les autres agents des services dont il dispose. Mireille Le Corre occupe ce poste depuis 2022.
Il existe aussi un délégué général à la médiation avec les services publics.
Le Défenseur des droits peut désigner, sur l’ensemble du territoire ainsi que pour les Français vivant hors de France, des délégués, placés sous son autorité, qui peuvent, dans leur ressort géographique, instruire des réclamations et participer au règlement des difficultés signalées ainsi qu’aux actions menées. Ils sont au nombre de 550 en 2021. Ils sont bénévoles.
À sa création, l’administration du Défenseur des droits s’est installée dans les quatre sites des institutions précédentes ; son siège à l’hôtel Le Maître était celui du Médiateur de la République. Au second semestre de l’année 2016, l’institution s’installe dans l’ensemble Fontenoy-Ségur avec la Commission nationale de l'informatique et des libertés.
Le budget du Défenseur des droits est une des actions du programme 308 « Protection des droits et libertés » de la mission « Direction de l’action du Gouvernement ». En 2021, les crédits de paiement consommés se sont élevés à 24 129 316 € auxquels s’ajoutent 2 081 355 € de dépenses de fonctionnement, soit un budget total de plus de 26 millions d'euros.
L’administration au siège du Défenseur des droits est constituée de 231 collaborateurs en 2021.

## Activités du Défenseur des droits
Les activités du Défenseur des droits sont résumées dans ses rapports annuels successifs.

### Demandes d'intervention et dossiers de réclamation
Depuis 2011, le Défenseur des droits reçoit plus de 100 000 demandes d’interventions et de conseil, (plus de 120 000 en 2015). Il a reçu 89 846 dossiers de réclamation en 2011, 82 416 en 2012, 78 822 en 2013, 73 463 en 2014 et 79 592 en 2015. Le nombre de dossiers traités était de 85 838 en 2011, 80 162 en 2012, 77 338 en 2013, 71 624 en 2014 et 74 571 en 2015. Plus des trois-quarts des réclamations sont traitées à travers les délégués territoriaux, les autres l’étant au niveau du siège.
En 2010, les quatre autorités auxquelles le Défenseur des droits a succédé avaient reçu 38 091 réclamations concernant les services publics ; en 2015, le Défenseur des droits en recevait 40 329. Dans le même temps, les réclamations concernant les discriminations passaient de 3 055 à 4 846 ; celles concernant l’enfance doublaient presque, de 1 250 à 2 342 ; celles concernant la déontologie de la sécurité étaient presque multipliées par 5, de 185 à 910.

### Mesures significatives
En 2015, 480 « mesures significatives » ont été engagées (525 en 2013, 480 en 2014) :
- 197 recommandations à portée générale ou individuelle ;
- 101 dépôts d’observations en justice (94 en 2013, 78 en 2014) ;
- 109 propositions de réforme adressées aux pouvoirs publics (29 en 2013, 26 en 2014) ;
- avis aux parquets, saisines des parquets, transactions civiles, autosaisines de situations graves, etc.

De plus, le Défenseur des droits donne, en 2015, 29 avis à la demande du Parlement.
En juin 2020, le Défenseur des droits, saisi d'une affaire de violences policières à Paris, dénonce une discrimination systémique, « harcèlement discriminatoire […] cumul des pratiques et stéréotypes qui visent des groupes de personnes dans leur globalité »,, tout en indiquant « mais ça ne veut pas dire que systématiquement, la police discrimine » et en appelant à une traçabilité des contrôles d'identité, pour limiter les contrôles au faciès qui sont, selon l'institution, une « réalité sociologique » en France.

## Succession des Défenseurs des droits et adjoints
| Portrait                                      | Identité          | Période         | Période                                 |
| Portrait                                      | Identité          | Début           | Fin                                     |
| --------------------------------------------- | ----------------- | --------------- | --------------------------------------- |
| Dominique Baudis                              | Dominique Baudis, | 23 juin 2011    | 10 avril 2014 (mort en cours de mandat) |
| Jacques Toubon, 21 mars 2023.                 | Jacques Toubon    | 17 juillet 2014 | 17 juillet 2020                         |
| Claire Hédon en 2016, pendant une table ronde | Claire Hédon      | 22 juillet 2020 | En cours                                |

Adjoint du Défenseur des droits, Défenseur des enfants, Vice-président du collège chargé de la défense et de la promotion des droits de l'enfant :
- Marie Derain (2011)[31]
- Geneviève Avenard (2014)[32]
- Eric Delemar (2020)[33]

Adjoint du Défenseur des droits, Vice-président du collège chargé de la déontologie dans le domaine de la sécurité : 
- Françoise Mothes (2011)[34]
- Claudine Angeli-Troccaz (2014)[35]
- Pauline Caby (2020)[33]
- Céline Roux (2024)[36]

Adjoint du Défenseur des droits, Vice-président du collège chargé de la lutte contre les discriminations et de la promotion de l'égalité
- Maryvonne Lyazid (2011)[37]
- Patrick Gohet (d) (2014)[38]
- George Pau-Langevin (2020)[33]

Adjointe chargée des lanceurs d’alerte (fonction créée en 2022) : Cécile Barrois de Sarigny

## Rapports
Outre les rapports d'activité annuels, le Défenseur des droits publie des rapports concernant des sujets particuliers :
- La maltraitance financière à l’égard des personnes âgées dans les établissements sanitaires, sociaux et médico-sociaux[40]
- Les droits des enfants confiés et des enfants placés[41]
- Le maintien des liens familiaux et du choix de la résidence lors des séparations parentales[42]
- La législation funéraire[43]
- L’apport bénéfique des nouvelles technologies numériques et les dangers auxquels les mineurs sont exposés[44]
- Les amendes routières[45]
- L'accès des enfants à la cantine de l'école primaire[46]
- Les droits de l’enfant à Mayotte[47]
- Les « armes non létales » (dont le « Taser »)[48]
- L’évacuation des campements illicites[49]
- Les droits des usagers des services publics[50]
- Les droits de l’enfant[51]
- La lutte contre les discriminations[52]
- La déontologie de la sécurité[53]
- Les droits auprès des personnes détenues[54]
- L'enfant et sa parole en justice[55]
- Les refus de soins opposés à certains publics fragilisés ou précaires[56]
- Les relations police/citoyens et les contrôles d'identité[57]
- L'histoire de Marina, décédée à l’âge de 8 ans en août 2009 des suites d’actes de tortures et de barbarie commis par ses parents[58]
- L’accès aux droits et aux services publics en Guyane[59]
- L'accès au vote des personnes handicapées[60]
- L'accès des étudiants aux soins[61]
- Les jeunes ambassadeurs des droits[62]
- Les droits et la protection des enfants à Mayotte[63]
- Les droits fondamentaux des exilés sur le territoire de Calais[64]
- La protection des enfants handicapés[65]
- Les droits fondamentaux des étrangers en France[66]

### Constitution de 1958 et loi organique
La première source de l’article est la Constitution du 4 octobre 1958. Il est possible également de se reporter à l’article Wikipédia Constitution française du 4 octobre 1958, aux articles sur chaque article de la Constitution et aux références associées.
1. 1 2 3 4  Article 71-1 de la Constitution

Loi organique no 2011-333 du 29 mars 2011 relative au Défenseur des droits
1. 1 2  Article 4 de la loi organique du 29 mars 2011
2. ↑  Article 2 de la loi organique du 29 mars 2011
3. 1 2  Article 5 de la loi organique du 29 mars 2011
4. ↑  Article 24 de la loi organique du 29 mars 2011
5. 1 2  Article 18 de la loi organique du 29 mars 2011
6. ↑  Article 21 de la loi organique du 29 mars 2011
7. ↑  Article 20 de la loi organique du 29 mars 2011
8. ↑  Article 22 de la loi organique du 29 mars 2011
9. ↑  Article 23 de la loi organique du 29 mars 2011
10. ↑  Article 19 de la loi organique du 29 mars 2011
11. ↑  Article 25 de la loi organique du 29 mars 2011
12. ↑  Article 26 de la loi organique du 29 mars 2011
13. ↑  Article 27 de la loi organique du 29 mars 2011
14. ↑  Article 28 de la loi organique du 29 mars 2011
15. ↑  Article 32 de la loi organique du 29 mars 2011
16. ↑  Article 35-1 de la loi organique du 29 mars 2011
17. ↑  Article 1 de la loi organique du 29 mars 2011
18. ↑  Article 3 de la loi organique du 29 mars 2011
19. ↑  Article 11 de la loi organique du 29 mars 2011
20. ↑  Article 13 de la loi organique du 29 mars 2011
21. ↑  Article 14 de la loi organique du 29 mars 2011
22. ↑  Article 15 de la loi organique du 29 mars 2011
23. ↑  Article 16 de la loi organique du 29 mars 2011
24. ↑  Article 37 de la loi organique du 29 mars 2011

### Autres références
1. ↑  [PDF]« Comité de réflexion et de proposition sur la modernisation et le rééquilibrage des institutions de la Ve République »(Archive.org • Wikiwix • Archive.is • Google • Que faire ?), sur ladocumentationfrancaise.fr
2. 1 2 3  Patrick Roger, « Défenseur des droits : une occasion manquée », Le Monde,‎ 19 janvier 2011
3. ↑  Patrick Roger, « Une seule autorité pour 100 000 dossiers par an », Le Monde,‎ 26 juin 2011
4. ↑  Avis de la CNCDH, 4 février 2010 : « résumé »(Archive.org • Wikiwix • Archive.is • Google • Que faire ?), « avis complet »(Archive.org • Wikiwix • Archive.is • Google • Que faire ?).
5. ↑  Loi organique n° 2016-1690 du 9 décembre 2016 relative à la compétence du Défenseur des droits pour l'orientation et la protection des lanceurs d'alerte
6. ↑  « Loi du 21 mars 2022 visant à améliorer la protection des lanceurs d'alerte », sur vie-publique.fr (consulté le 9 octobre 2022)
7. ↑  Alexis Deprau, Emploi et handicap dans la fonction publique, Boulogne-Billancourt, Berger-Levrault, 2023 (ISBN 978-2-7013-2256-8)
8. ↑  « Qu'est-ce que le Défenseur des droits ? », sur Vie-publique.fr (consulté le 29 septembre 2022)
9. ↑  Loi no 2017-55 du 20 janvier 2017 portant statut général des autorités administratives indépendantes et des autorités publiques indépendantes
10. ↑  Conseil constitutionnel, décision no 2011-626 DC, 29 mars 2011 (lire en ligne)
11. ↑  Sur le site officiel, l’institution est nommée « Défenseur des droits » et la personne à sa tête depuis 2020 est « la Défenseure des droits » : « Saisir le défenseur des droits », sur defenseurdesdroits.fr (consulté le 8 octobre 2022) - « Claire Hédon, défenseure des droits », sur defenseurdesdroits.fr (consulté le 8 octobre 2022)
12. ↑  Article 3 de la loi du 29 mars 2011 relative au Défenseur des droits, article 3
13. 1 2  Décret no 2011-905 du 29 juillet 2011 relatif à l’organisation et au fonctionnement des services du Défenseur des droits
14. ↑  Décision no 2022-384 du 12 septembre 2022 portant nomination en qualité de secrétaire générale - Mme Mireille LE CORRE
15. ↑  Décision du 3 août 2011 portant nomination (services du Défenseur des droits)
16. ↑  Rapport d'activité 2022, p. 9
17. ↑  Rapport d'activité 2013, p. 170
18. ↑  Rapport d'activité 2022, p. 93
19. ↑  Rapport d'activité 2022, p. 91
20. ↑  Sources des données statistiques : Le Défenseur des droits (06-2012), p. 71, (06-2013), p. 25-33, (06-2014), p. 21-29, (01-2015), p. 38-41 & 43 et (02-2016) p. 8-11.
21. ↑  En 2010, les quatre autorités auxquelles le Défenseur des droits a succédé avaient reçu 92 948 dossiers de réclamation et en avaient traité 91 065. Ces chiffres incluent de nombreux dossiers comptabilisés plusieurs fois, soit que les réclamants aient saisi simultanément plusieurs institutions, soit que les dossiers aient été transmis d’une autorité à l’autre (8 % pour la Halde). Voir Le Défenseur des droits (06-2012), p. 71.
22. ↑  83 % en 2012, 80 % en 2013, 77% en 2014
23. ↑  Juliette Bénézit, « Le Défenseur des droits dénonce un cas de discrimination « systémique » », Le Monde.fr,‎ 3 juin 2020 (lire en ligne, consulté le 3 juin 2020)
24. ↑  Ismaël Halissat, « Le Défenseur des droits dénonce un cas de «discrimination systémique» par la police », sur Libération.fr, Libération, 2 juin 2020 (consulté le 3 juin 2020)
25. ↑  « Le Défenseur des droits reconnaît des discriminations «systémiques» dans un commissariat parisien », sur lefigaro.fr (consulté le 20 février 2021)
26. ↑  « La France a besoin d'une «traçabilité des contrôles d'identité», rappelle le Défenseur des droits », La Croix,‎ 4 juin 2020 (ISSN 0242-6056, lire en ligne, consulté le 20 février 2021)
27. ↑  « Décret du 23 juin 2011 portant nomination du Défenseur des droits - M. Baudis (Dominique) »
28. ↑  « Dominique Baudis, défenseur des droits, est décédé »
29. ↑  « Décret du 17 juillet 2014 portant nomination du Défenseur des droits - M. TOUBON (Jacques) »
30. ↑  « Décret du 22 juillet 2020 portant nomination de la Défenseure des droits - Mme HÉDON (Claire) », 23 juillet 2020
31. ↑  Décret du 22 juillet 2011 portant nomination d'une adjointe au Défenseur des droits - Mme Derain (Marie)
32. ↑  Décret du 26 septembre 2014 portant nomination d'une adjointe du Défenseur des droits
33. 1 2 3  Décret du 10 novembre 2020 portant nomination d'adjoints du Défenseur des droits
34. ↑  Décret du 22 juillet 2011 portant nomination d'une adjointe au Défenseur des droits - Mme Mothes (Françoise)
35. ↑  Décret du 12 novembre 2014 portant nomination d'une adjointe du Défenseur des droits - Mme Angeli-Troccaz (Claudine)
36. ↑  Décret du 21 décembre 2023 portant nomination d'une adjointe à la Défenseuse des droits - Mme ROUX (Céline)
37. ↑  Décret du 22 juillet 2011 portant nomination d'une adjointe au Défenseur des droits - Mme Lyazid (Maryvonne)
38. ↑  Décret du 26 septembre 2014 portant nomination d'un adjoint du Défenseur des droits
39. ↑  Décret du 16 avril 2022 portant nomination d'une adjointe du Défenseur des droits
40. ↑  Rapport initié par l’ancien Médiateur de la République. Koskas, Alian ; Desjardins, Véronique et Médioni, Jean-Pierre (02-2011). Rapport de la mission sur la maltraitance financière à l’égard des personnes âgées dans les établissements sanitaires, sociaux et médico-sociaux. Pour Jean-Paul Delevoye, Médiateur de la République, février 2011.
41. ↑  Le Défenseur des droits (11-2011) Enfants confiés, enfants placés : défendre et promouvoir leurs droits. Rapport 2011 consacré aux droits de l’enfant, novembre 2011, 126 pp. (Synthèse, 26 p. ; Dossier de presse, 21 p.).
42. ↑  Le Défenseur des droits (05-2012) La question du maintien des liens familiaux et du choix de la résidence lors des séparations parentales, mai 2012, 27 p.
43. ↑  Le Défenseur des droits (10-2012) Rapport relatif à la législation funéraire, octobre 2012, 34 p.
44. ↑  Le Défenseur des droits (11-2012) Enfants et écrans : grandir dans le monde numérique, novembre 2012, 156 p. (Synthèse, 7 pp.]
45. ↑  Le Défenseur des droits (03-2013) Rapport sur les suites réservées à la décision N° 12-R003 du 13 juin 2012 relative aux amendes routières, mars 2013, 16 p.
46. ↑  Le Défenseur des droits (03-2013) L'égal accès des enfants à la cantine de l'école primaire, 28 mars 2013, 47 p.
Synthèse, 2 p.
47. ↑  Le Défenseur des droits (03-2013) Compte-rendu de la mission conduite par Mme Yvette Mathieu, Préfète, Chargée de mission auprès de Défenseur des droits sur la protection des droits de l’enfant à Mayotte, mars 2013, 91 p.
48. ↑  Le défenseur des droits (05-2013) Rapport sur trois moyens de force intermédiaire. le pistolet à impulsions électriques de type Taser x26® ; le Flash-Ball superpro® ; le lanceur de balles de défense 40x46, mai 2013, 56 p.
49. ↑  Le défenseur des droits (06-2013). Bilan d’application de la circulaire interministérielle du 26 août 2012 relative à l’anticipation et à l’accompagnement des opérations d’évacuation des campements illicites. Aout 2012-mai 2013, juin 2013, 59 p. (Annexes, 62 p.)
50. ↑  Le Défenseur des droits (06-2013) Rapport annuel 2012 - Annexe I - Droit des usagers des Services publics, 26 p.
51. ↑  Le Défenseur des droits (06-2013) Rapport annuel 2012 - Annexe II – Défense et Promotion de l’intérêt supérieur et des droits de l’enfant, 15 p.
52. ↑  Le Défenseur des droits (06-2013) Rapport annuel 2012 - Annexe 3 - Lutte contre les discriminations, 37 p.
53. ↑  Le Défenseur des droits (06-2013) Rapport annuel 2012 - Annexe IV – Déontologie de la sécurité, 13 p.
54. ↑  Le Défenseur des droits (10-2013) L’action du Défenseur des droits auprès des personnes détenues, octobre 2013, 70 p.
55. ↑  Le Défenseur des droits (11-2013) L'enfant et sa parole en justice, novembre 2013, 114 pp. (Synthèse, 18 p.).
56. ↑  Le Défenseur des droits (03-2014) Les refus de soins opposés aux bénéficiaires de la CMU-C, de l’ACS et de l’AME, mars 2014, 47 p.
57. ↑  Le Défenseur des droits (05-2014) Rapport relatif aux relations police/citoyens et aux contrôles d'identité, mai 2014, 59 p.
58. ↑  Le Défenseur des droits (06-2014) Compte rendu de la mission confiée par le Défenseur des droits et son adjointe, la Défenseure des enfants, à M. Alain Grevot, Délégué thématique, sur l'histoire de Marina, juin 2014, 93 p.
59. ↑  Mathieu, Yvette (01-2015) Compte rendu de la mission conduite par Yvette Mathieu, Préfète, chargée de mission auprès du Défenseur des droits, sur l'égal accès aux droits et aux services publics en Guyane, Le Défenseur des droits, janvier 2015, 51 p.
60. ↑  Le Défenseur des droits (03-2015) L'accès au vote des personnes handicapées, mars 2015, 21 p.
61. ↑  Le Défenseur des droits (05-2015) Accès des étudiants aux soins : leur protection sociale est-elle à la hauteur des enjeux ?, mai 2015, 25 p.
62. ↑  Le Défenseur des droits (07-2015) Bilan 2014-2015 - Jeunes ambassadeurs des droits, juillet 2015, 61 p.
63. ↑  Mathieu, Yvette (09-2015) Mayotte - Situation sur les droits et la protection des enfants. Mission du Défenseur des droits–septembre 2015, Le Défenseur des droits, septembre 2015, 83 pp.
64. ↑  Le Défenseur des droits (10-2015) Exilés et droits fondamentaux : la situation sur le territoire de Calais, octobre 2015, 85 pp. (Synthèse, 9 p.)
65. ↑  Le Défenseur des droits (12-2015) Handicap et protection de l'enfance : des droits pour des enfants invisibles, décembre 2015, 132 p. (Synthèse, 18 p.)
66. ↑  Le Défenseur des droits (05-2016) Les droits fondamentaux des étrangers en France, mai 2016, 305 pp. (Synthèse, 66 p.)